# Luka Maisuradze
Luka Maisuradze (in georgiano ლუკა მაისურაძე?; Khashuri, 30 gennaio 1998) è un judoka georgiano.

## Palmarès
- Mondiali

Tokyo 2019: bronzo negli 81 kg.
Tashkent 2022: bronzo nei 90 kg.
Doha 2023: oro nei 90 kg, bronzo nella gara a squadre.
Budapest 2025: oro nella gara a squadre, bronzo nei -90 kg.
- Europei

Praga 2020: bronzo negli 81 kg.
Podgorica 2025: oro nella gara a squadre.
- Giochi europei

Minsk 2019: bronzo negli 81 kg.
- Europei Under-23

Parenzo 2020: oro nei 90 kg.
- Mondiali juniores

Nassau 2018: bronzo negli 81 kg.
- Europei juniores

Maribor 2017: argento negli 81 kg.
Sofia 2018: oro negli 81 kg.

### Vittorie nel circuito IJF
| Data          | Località | Paese   | Categoria  |
| ------------- | -------- | ------- | ---------- |
| 5 aprile 2019 | Adalia   | Turchia | Grand Prix |